# Raška
Raška (serbiska kyrilliska: Рашка) (alternativa stavningar inkluderar: Raschka, Rascia, Rassa och Rasjka) var den centrala och mest framgångsrika medeltida serbiska staten (eller župa, område som styrdes av en župan) som enade de näraliggande serbiska stammarna under ett enda serbiskt rike på medeltidens Balkan. Ursprungsområdet för Raška motsvarar ungefär dagens område för Sandžak, Kosovo, Serbien och Montenegro. Dock finns det även en administrativ enhet (nordöst om Sandžak) inom dagens Serbien som bär det historiska namnet Raška.

## Historia
Konstantin VII Porphyrogenitos beskriver Raška i sitt verk De Administrando Imperio och att det var bosatt av serber från början av 600-talet.
Knez Vlastimir regerade i Raška från denna tidpunkt. Han var sonsonsonson till den ”okände knezen” som ledde serberna från Karpaterna till Balkan och som grundade Vlastimirović-ätten. 
Raška kom senare under kortare tider att vara en vasallstat till Bysans. Bysans hade ett starkt inflytande över Raška, även om Raška ofta var en opålitlig allierad och uppfyllde helst sina egna önskemål gentemot sina grannstater. Inte förrän Stefan Nemanja, grundaren av Nemanjić-ätten (den starkaste serbiska kungaätten under medeltiden), skapade sitt serbiska rike med Raška i mitten, kunde Raška göra sig ett fri från bysantinskt inflytande.
Namnet Raška levde länge kvar som en synonym för Serbien i västeuropa från 1500-talet fram till början av 1800-talet, även om den angliserade formen Servia också användes. Namnet Raška användes även för mera nordliggande områden befolkade av serber i Serbien, till exempel Vojvodina och Šumandija. 

## Namnteori
Namnet Raška kommer från floden Raška i sydvästra Serbien. Det finns en teori om att den antika sarameiska stammen ’’serboi’’ från Kaukasusbergen gav namnet till de slaviska serberna. De har lämnat spår efter sig runt Volgafloden som på grekiska kallas ’’Araxes’’ eller ’’Rashki’’. Detta namn har man funnit överallt i östra Europa och alltid i närhet av namnet ’’serb’’.